# Hind bint ʿUtba
Hind bint ʿUtba (arabisch هند بنت عتبة, DMG Hind bt. ʿUtba, auch هند الهنود / Hind al-Hunūd genannt) war eine arabische Frau des 6. und 7. Jahrhunderts. Sie nahm im Stamm der Quraisch als Frau von Abū Sufyān eine führende Stellung als Gegnerin Mohammeds ein. Nach ihrem Übertritt zum Islam erlangte sie als Mutter des Kalifen Muʿāwiya I. Bedeutung.

## Vorbemerkung
Die Quellen zum Leben der Hind sind zumeist im Kontext der Erzählung der Lebensgeschichte des Propheten angesiedelt und entstammen zu einem Gutteil der abbasidischen Zeit, welche die verfemte Vorgängerdynastie der Umayyaden naturgemäß schlecht darstellen mussten, während andere der Adab-Literatur zuzurechnen sind. Ebenso tritt das kulturübergreifend wirksame Prinzip der Geschichtsschreibung zutage, Frauen negativ darzustellen. Ereignisse, die Hind betreffen, finden sich bei Ṭabarī, al-Wāqidī, Ibn Isḥāq, Balādhurī, al-Isfahani und Ibn Abdrabbih (gest. 940). Hind wird größtenteils negativ charakterisiert: Rachsüchtig, unbeherrscht, machthungrig, aber stets einflussreich und selbstbewusst. Der Wahrheitsgehalt einzelner Überlieferungen ist in der Forschung strittig.

## Lebenslauf
Hind, Tochter des ʿUtba ibn Rabīʿa, war eine prominente Frau im Lokaladel der Stadt Mekka und Priesterin der altarabischen Göttin des Sieges. Ihr Geburtsjahr lässt sich nur anhand der Geburt ihrer eigenen Kinder erschließen und wird vor dem Jahr 580 vermutet. Hind bint ʿUtba entstammte väterlicherseits dem Clan der ʿAbd Šams, also dem neben den Maḫzum einflussreichsten Clan im vorislamischen Mekka. Ihr Vater war ʿUtba Rabīʿa b. ʿAbd Šams, welcher zu Lebzeiten Oberhaupt des Clans war. Ihre Mutter Safīyya bint Umayya entstammte ebenfalls den ʿAbd Šams. Die Abstammung von Manāf b. Quṣayy machte sie zur Verwandten des Prophetenclans der Hāšim. Sie hatte mehrere Brüder, darunter Abū Huḏayfa (früher Prophetengefährte) und Walīd (gefallen bei Badr). Sie soll Legenden zufolge in erster Ehe die Frau eines al-Fakih ibn al-Mughira gewesen sein, ebenfalls ein einflussreicher Mann der Quraisch. Nach einem ihr vorgeworfenen Ehebruch kam es zur Trennung der beiden und zur Ehe mit Abū Sufyān. Mit Abū Sufyān hatte sie nun mehrere Kinder: Hanzala (gefallen bei Badr), Juwayriyya, Muʿāwiya (Kalif 661-680), ʿAmr, Umm Hakam und ʿUtba.

### Gegnerin Mohammeds
Als ihr Gemahl Abū Sufyān im Jahr 624 nach der Schlacht von Badr (bei welcher auch Hinds erstgeborener Sohn und ihr Onkel väterlicherseits ums Leben kamen) seine Kontrolle über Mekka festigen konnte, bedeutete dies auch den weiteren Aufstieg Hinds. In die Zeit nach Badr fällt eine Überlieferung über Hind und Mohammeds Tochter Zainab. Zainab war zu diesem Zeitpunkt mit einem von den Medinenser Muslimen gefangenen Mekkaner namens Au Al-As verheiratet. Nachdem die Zahlung von Lösegeld gescheitert war, wollte Zainab Mekka verlassen, was ihr jedoch aus Gründen des Prestiges der Quraiš nicht gestattet wurde. Hind suchte hiernach Zainab auf und riet ihr, Mekka ohne Absprache zu verlassen. Ebenso bot sie ihr hierbei Hilfe an. Zainab flüchtete, wurde aber auf der Flucht ergriffen. Hind soll gemäß Ibn Ishaq die Zurückkehrenden mit Schmähversen bedacht haben.
Während der Auseinandersetzung ihres Mannes mit Medina nahm Hind gemeinsam mit weiteren Priesterinnen an den mekkanischen Feldzügen teil. Die Priesterinnen feuerten die Quraisch-Kämpfer an und sollten sie zum Sieg anstacheln. Gemäß der islamischen Überlieferung biss Hind nach der Schlacht von Uhud 625 in die Leber von Mohammeds Onkel Hamza, den sie für den Tod ihrer Familienmitglieder bei Badr verantwortlich machte. Sie wurde in der Nachwelt darum als Leberfresserin bekannt und berüchtigt. Aus aufgefädelten Körperteilen der Feinde erstellten die Priesterinnen Trophäen und Schmuck – eine Praxis, welche Mohammed seinen Anhängern explizit untersagte. Späteren Überlieferungen zufolge soll Hind Hamzas Herz gekocht und gegessen haben, oder gar nach allen Schlachten die Verwundeten und Getöteten ausgeweidet haben.

### Schwiegermutter Mohammeds
628 heiratete Ramla bint Abi Sufyan, die Stieftochter Hinds, Mohammed. Auch ihr Sohn Muʿāwiya konvertierte nach 628 zum Islam. 630, nach dem Übertritt Abū Sufyāns zum Islam, zog Mohammed ohne großen Widerstand in Mekka ein. Aufgrund dieser Umstände trat auch Hind zum Islam über. Während der Einnahme Mekkas wird bei Tabari und Waqidi berichtet, dass Hind verschleiert vor Mohammed getreten sein und ihm Vorwürfe wegen der Gefallenen gemacht haben. Der Prophet vergab ihr und sie schwor ihm die Treue. Ursprünglich soll der Prophet nach der Einnahme Mekkas ihre Exekution angeordnet haben. Dies erscheint aber zweifelhaft, da es dem generellen Versöhnungskurs, den Mohammed den Mekkanern gegenüber einschlug, widersprochen hätte.
Auch unter Mohammed spielten Frauen bei Schlachten die wichtige Rolle des Ansporns der islamischen Kämpfer. Im Jahre 636 nahm Hind an der Schlacht am Jarmuk gegen das oströmische Reich teil. Hierbei feuerten die Frauen die kämpfenden Männer mit Schlachtrufen an (nach Baladhuri rief Hind: „Tod den Unbeschnittenen“), beim Zurückweichen der Männer verspotteten die Frauen diese und zwangen sie so zurück in den Kampf. Waqidi berichtet, dass Hind, als Pfeile geflogen kamen und Abū Sufyān fliehen wollte, Hind sein Pferd schlug und ihm sagte: „Geh zurück und mache wieder gut, dass du früher gegen Mohammed gekämpft hast“ (Waqidi).
Die letzte Erwähnung Hinds fällt in die Herrschaftszeit des Kalifen ʿUmar (Jahr 23, 644). Ṭabarī berichtet, dass Hind ʿUmar um ein Darlehen von 4000 Dirham bat, um damit Handel zu betreiben. Anschließend handelte sie im Gebiet des Kalbstammes. Dort hörte sie, dass Abū Sufyān und ʿAmr (ihr Sohn) bei Muʿāwiya waren (zu dieser Zeit hatte sich Abū Sufyān schon von ihr geschieden). Muʿāwiya wollte seinem Vater Geschenke machen, aber Hind riet ihm, weniger zu geben, da er sich vor ʿUmar hätte rechtfertigen müssen. In der folgenden Zeit muss Hind gestorben sein.
Ihr Sohn Muʿāwiya lehnte sich ab 656 gegen den Kalif ʿAlī ibn Abī Tālib auf und begründete 661 die Dynastie der Umayyaden.